# 山村座 (貝塚市)
山村座（やまむらざ）は、かつて存在した日本の映画館である。正確な年代は不明であるが1920年代、1929年（昭和4年）にはすでに大阪府泉南郡貝塚町大字近木町（現在の同府貝塚市近木）に開館している。第二次世界大戦後はいち早く復興し、多くの日本映画を上映した。1963年（昭和38年）には、前年に閉館した市内の東映系の劇場に代って貝塚東映（かいづかとうえい）と改称したが、改称3年後の1966年（昭和41年）には閉館した。同市内に本拠地のあったニチボー貝塚（のちのユニチカ・フェニックス）に所属した、「東洋の魔女」のひとり河西昌枝が、同館に通うことが「唯一の楽しみ」と語った映画館である。

## 沿革
- 1920年代 - 開館[1]
- 1963年 - 貝塚東映と改称[10][11]
- 1966年 - 閉館[12][13]

## データ
- 所在地 : 大阪府泉南郡貝塚町近木町1028番地[1]
  - 現在の同府貝塚市近木1028番地[6][8]、跡地は駐車場。

北緯34度26分50秒 東経135度21分24秒 / 北緯34.44722度 東経135.35667度
- 経営 : 
  1. 山村儀三郎 （1920年代[1] - 1963年[8][10]）
  2. 山村英一 （1963年[10][11] - 1966年[12][13]）
- 構造 : 木造二階建[5][8]
- 観客定員数 : 537名（1942年[3]・1943年[4] - 1955年[5][6]） ⇒ 520名（1961年[8]）

## 概要
正確な年代は不明であるが、大正末期から昭和初期にかけての1920年代には開館、1930年（昭和5年）に発行された『日本映画事業総覧 昭和五年版』によれば1929年（昭和4年）にはすでに大阪府泉南郡貝塚町大字近木町1028番地（現在の同府貝塚市近木1028番地）で常設映画館としての営業を行っていた記録が残っている。同書には、観客定員数についての記載はないが、興行系統は松竹キネマ、経営者は山村儀三郎（1888年 - 没年不詳）であった旨の記述がある。南海電気鉄道の貝塚駅西口正面を北上する通り（通称「貝塚駅下がり」、現在の貝塚中央商店街）に面した立地であった。
同館の創業者である山村儀三郎は、南郡三田村（のちの泉南郡山直下村大字三田、現在の岸和田市三田町）の和田家に生まれ、大阪府第六尋常中学校（のちの大阪府立岸和田中学校、現在の大阪府立岸和田高等学校）を卒業して旧制小学校の教諭を務めていたが、貝塚町の山村家の女婿となり家督を相続、多角的に事業を推進し「篤行の士」として知られ、同市の市議会議員も務めた人物である。同地域には、1931年（昭和6年）4月1日に貝塚町に併合される麻生郷村大字津田98番地（現在の貝塚市津田北町2番地）に岸見館（経営・中西三郎）が大正初期からいち早く開館しており、ほかにも日活および松竹キネマ作品を興行する八千代館（貝塚町海塚新町407番地、経営・中西多重郎）があった。同年9月、当時泉南郡木島村大字水間（現在の貝塚市水間）に水間座が開館しているが、当時の同時代の資料には映画館としての記録は見られない。
戦後の資料である『映画年鑑 1955 別冊 全国映画館総覧』によれば、山村は、同館と並行して1935年（昭和10年）1月には、岸和田市北町74番地123号（現在の北町12番地12号）に山村劇場（のちの岸和田東映劇場）を設立している。同書は、貝塚の山村座についても「1935年」の設立であるとしているが、同時代の資料によれば上記の通り、開業はそれ以前である。
1942年（昭和17年）には第二次世界大戦による戦時統制が敷かれ、日本におけるすべての映画が同年2月1日に設立された社団法人映画配給社の配給になり、すべての映画館が紅系・白系の2系統に組み入れられるが、同年発行の『映画年鑑 昭和十七年版』によれば、同館の興行系統は記載されていない。当時の観客定員数は537名、経営者の欄には山村ヨシの名が記されており、支配人欄は空欄である。翌1943年（昭和18年）発行の『同 昭和十八年版』によれば、観客定員は変わらないが、経営者の欄には和田富次の名が記されている。同年5月1日、貝塚町は市制を敷き貝塚市になった。
戦後は、いち早く復興しており、1951年（昭和26年）に発行された『映画年鑑 1951』には、同市内では2館のみ、八千代館（経営・村上朝一）とともに記載されている。当時の同館の経営者は山村儀三郎、支配人は薩準次郎である。同書には岸和田の山村劇場も同様に記載されており、こちらの経営者・支配人も同様に山村・薩が兼任している。薩準次郎は、のちに山村劇場の後身である岸和田東映劇場を、1970年代に山村家から引き継いで経営した人物である。同年1月には、貝塚駅東口近くに貝塚劇場（海塚町92番地、経営・西村昇）が開館、八千代館、岸見館（経営・神宮寺徳市）、水間座（経営・鈴木はるゑ）とともに同市内の映画館は合計5館になった。当時、山村儀三郎が同市議会議員であったように、八千代館の村上朝一（1906年 - 没年不詳）も同市議会議員を務めており、岸見館を経営していた当時の永吉誓順は1949年（昭和24年）の第24回衆議院議員総選挙に出馬（落選）、と映画館の館主が戦後の同地の名士、実力者であった時代であり、映画産業が斜陽化する1960年代まで5館体制はつづいた。当時の同館の興行系統は松竹・新東宝・東映の上映館であったが、岸見館も大映・東宝・東映・新東宝の上映館であり、重複していた。
1959年（昭和34年）には、岸見館が東映と専門館契約を結んで岸見東映と改称、東映の封切館になったが、1962年（昭和37年）には閉館してしまう。山村座は、これを引き継いで東映と専門館契約を結び、翌1963年（昭和38年）には貝塚東映と改称している。それとともに、同館の経営も山村儀三郎から山村英一へと代変わりした。同年に発行された『映画年鑑 1963』によれば、前年2月5日、水間座が火災により全焼、そのまま閉館しており、水間座・岸見東映の2館の閉館により、同市内の映画館は、貝塚東映となった同館、八千代館、貝塚劇場3館のみになる。同館と同一経営である岸和田の山村劇場は、同館に先立つ1957年（昭和32年）には岸和田東映劇場と改称、東映の封切館となっており、山村が経営する映画館は両館とも「東映」を名乗ることになった。1964年（昭和37年）には八千代館が閉館、同市内の映画館は、同館と貝塚劇場の2館のみになった。ニチボー貝塚（のちのユニチカ・フェニックス）に所属し、いわゆる「東洋の魔女」のコーチ兼主将として、同年10月の東京オリンピックで日本女子バレーボールチームの優勝に貢献した河西昌枝（1933年 - 2013年）が、のちに同市内で行った講演で「山村座・八千代館に映画を見に行くのが唯一の楽しみ」と語ったのは、この時代までのことである。
しかしながら、貝塚東映となった同館は、その3年後の1966年（昭和41年）には閉館、市内の映画館が後発の貝塚劇場1館のみになった。同館の近くにあった山村家の邸宅も同時期に譲渡・売却され、同年、建物を改装使用した「深川料亭」が開店、2014年（平成26年）現在も営業中である（近木1459番地）。その後、同館の跡地は、万代百貨店貝塚店（現在の万代貝塚店）になったが、2009年（平成21年）3月20日に貝塚駅前（近木1447番地7号）に移転のため閉店、Google ストリートビューによれば同年7月には解体されており、Google マップ航空写真によればその後は駐車場である。山村家が経営した岸和田東映劇場は、かつて支配人であった薩準次郎が引き継いで経営した後、東映準直営館（経営・トーエー商事）に変わったが、1981年（昭和56年）に閉館した。